# Konfrontation
Konfrontation es una película de drama histórico biográfico y suspenso suiza de 1974 dirigida por Rolf Lyssy. La historia históricamente documentada trata del asesinato en 1936 del líder del grupo nacional alemán del NSDAP en Suiza, Wilhelm Gustloff (interpretado por Gert Haucke), por el judío David Frankfurter (interpretado por Peter Bollag), que vivía exiliado en Suiza.

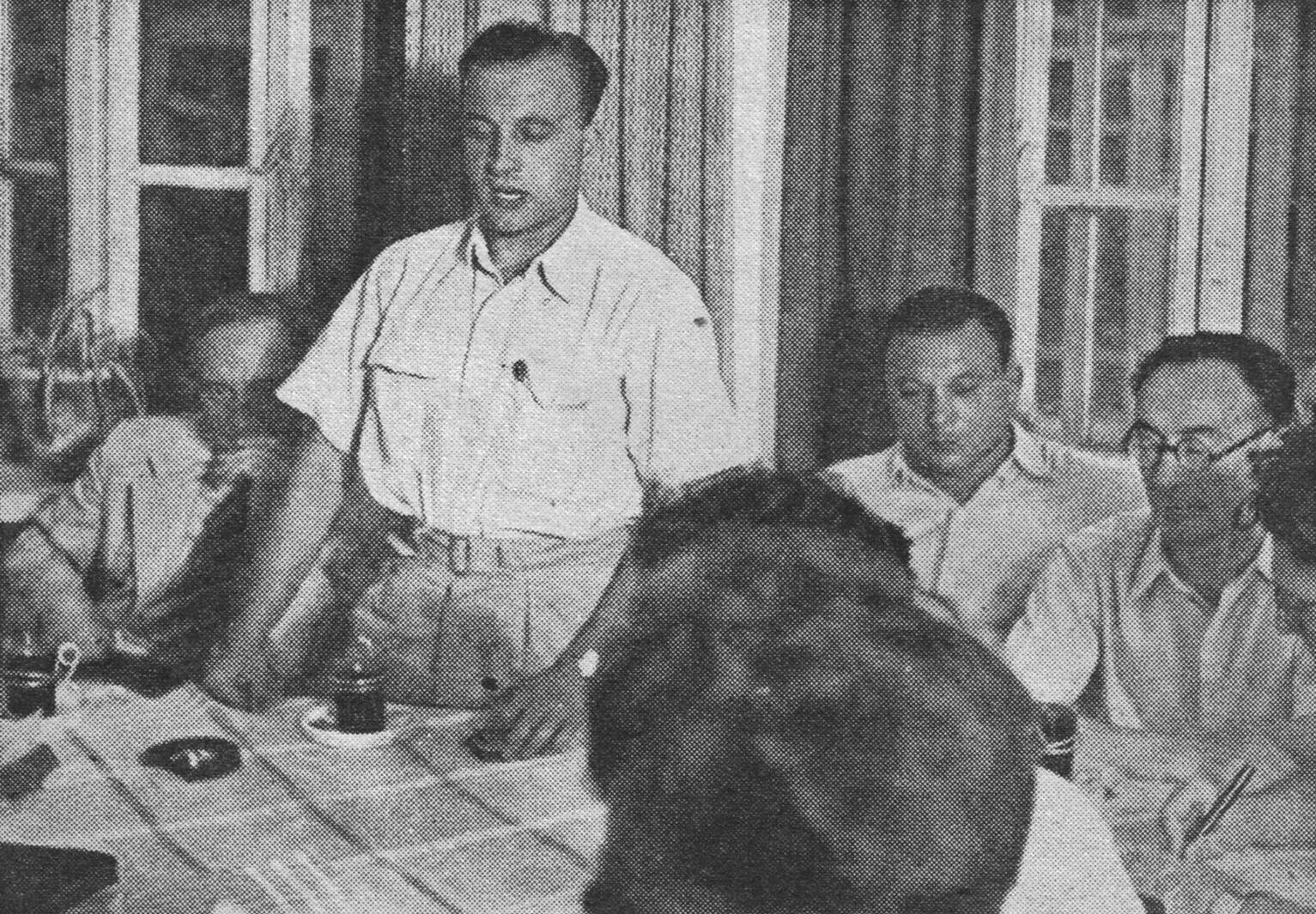
El verdadero David Frankfurter (de pie a la izquierda, con camisa blanca)

## Argumento
David Frankfurter es un judío yugoslavo que emigró a Alemania a principios de la década de 1930. Como después del 30 El 1 de enero de 1933, la población judía fue objeto de numerosos hostigamientos por parte del régimen de Adolf Hitler, Frankfurter decidió en el mismo año abandonar el país y establecerse en Suiza. Aquí continuó los estudios universitarios que había comenzado en Alemania, pero también siguió observando los acontecimientos políticos en el Reich. Un día, ante la expansión de la ideología nazi en la Confederación Suiza, Frankfurter llegó a la conclusión de que necesitaba posicionarse contra la barbarie antisemita sui generis. Su objetivo es el representante extranjero del NSDAP en Suiza, Wilhelm Gustloff.
Frankfurter compra un arma y se va a Davos . Allí está buscando en el 4.º. febrero de 1936 el líder del grupo regional en su apartamento y le dispara. El acto levanta mucho polvo tanto en casa como en el extranjero. Mientras las opiniones en Suiza están muy divididas -algunos rechazan categóricamente cualquier hecho sangriento y temen las sanciones de la dictadura de Hitler, otros muestran una comprensión clandestina del asesinato político por razones éticas-, la justicia suiza prepara meticulosamente el juicio contra el asesino. El objetivo es llevar a cabo un proceso justo basado en el estado de derecho. Debe evitarse cualquier provocación contra el poderoso vecino del norte. Durante el juicio, Frankfurter, hijo del gran rabino Moritz Frankfurter, cooperó con el poder judicial y reveló todos sus motivos: quería dar una señal contra la intensificación de la persecución de los judíos en Alemania y Suiza.
Alemania envía un representante legal que actúa oficialmente en nombre de la viuda de Gustloff, pero se supone que representa principalmente la línea oficial del estado nazi. Mientras tanto, en Alemania, el NSDAP convirtió a Gustloff, como antes el alborotador nazi Horst Wessel, en un mártir del movimiento y nombró un vapor KdF en su honor. El tribunal demuestra ser inmune a todos los desafíos internos y externos en su litigio y se mantiene fiel a su principio autoimpuesto de justicia y derecho. Frankfurter es condenado a 18 años de prisión, seguido de la expulsión de Suiza. Poco después de la capitulación del Gran Reich alemán, David Frankfurter murió el 1 de abril. Liberado en junio de 1945 y salió de Suiza para el Mandato Británico de Palestina.

## Producción
Konfrontation, también conocido bajo el título largo Konfrontation - Das Attentat von Davos, se representó por primera vez en la Suiza de habla alemana a finales de 1974. Luego, la película se proyectó en el Festival de Cine de Solothurn en enero de 1975 y en el Festival de Cine de Cannes en mayo del mismo año. El estreno alemán tuvo lugar en junio de 1975 en la Berlinale, la transmisión de televisión alemana tuvo lugar el 17 de junio de 1975. Octubre de 1976 en ARD.
Rudolf Santschi fue director de producción. Edith Peier diseñó la construcción de la película, Sylvia de Stoutz el vestuario.

## Recepción crítica
El largometraje, en formato documental en blanco y negro, obtuvo una respuesta positiva constante tanto en el país como en el extranjero. A continuación se muestran algunos ejemplos:

La película crece así artísticamente más allá del documento reconstruido en una interpretación histórico-psicológica viable de lo que sucedió en ese momento y mantiene abierta la perspectiva desde el pasado hasta el presente, tanto en lo humano-individual como en lo político-social.

Filmpodium.ch afirma: "El docudrama de Rolf Lyssy describe el curso de los acontecimientos del asesinato tan sobria y meticulosamente como la audiencia judicial que siguió, y al hacerlo pinta una imagen de las costumbres de Suiza en los años anteriores a la guerra.
En el Lexikon des Internationales Film juzgado: “La persona del asesino, sus motivos y el juicio en su contra se describen en un estilo semi-documental, que complementa las grabaciones originales del noticiero con reconstrucciones. A pesar de su simpatía por Frankfurter, la película no elude las contrapreguntas y adquiere así peso humano.
En Cinema dice "Rolf Lyssy muestra el trasfondo y deja que el frankfurt de 65 años dé su opinión (Peter Bollag toma el relevo en las escenas del juego). Como Lyssy no evalúa el acto, se las arregla para lidiar con los intentos de asesinato en general. Conclusión: Crónica diferenciada de un ataque. 